# Mani (Grécia)
A península de Mani (em grego: Μάνη; romaniz.: Mánē), também conhecida pelo seu nome medieval Maina ou Maïna é uma região geográfica e cultural da Grécia, cuja capital é a cidade de Areópolis. Mani é a península central das três que se encontram na extremidade meridional do Peloponeso, no sul da Grécia continental, situando-se a oeste do  Lacónia e a leste do golfo de Messénia. A península é uma continuação da cadeia dos montes Taigeto, a espinha ocidental do Peloponeso e é a pátria dos Maniotas (ou Maniates; Mανιάτες, Maniátes)

## Geografia
O terreno é montanhoso e de acesso muito difícil. Até há poucos anos, muitas aldeias de Mani só eram acessíveis por via marítima. Atualmente há uma estrada sinuosa e estreita que se estende ao longo da costa ocidental desde Calamata até Areópolis e depois para sul até Acrotênaro (o cabo pontiagudo que é o ponto mais meridional da Grécia continental) antes de virar para norte em direção a Gítio.
No passado pensava-se que o topónimo tivesse origem na palavra veneziana mano ("mão"), mas isso deve-se ao facto dos Venezianos terem feito "à mão" o castelo chamado de Le Maina. A origem linguística é a palavra grega manía (mανία), que significa ficar doido ou muito enraivecido, da qual também derivou o termo português "mania".
Tradicionalmente Mani divide-se em três regiões:
- Exo Mani (Έξω Μάνη) ou Mani Exterior, a noroeste;
- Kato Mani (Κάτω Μάνη) ou Mani de Baixo, a leste;
- Mesa Mani (Μέσα Μάνη) ou Mani Interior a sudoeste.

Por vezes é incluída uma quarta região, chamada Esmino ou Vardúnia (Βαρδούνια), mas historicamente esta nunca fez parte de Mani. Vardúnia era uma região entre Mani e a Lacónia que foi ocupada por turco-albaneses durante a ocupação otomana da maior parte da Grécia. Estes colonos constituíram uma grande parte da população até à guerra de independência da Grécia, quando fugiram para o reduto otomano de Trípoli. Depois da guerra, a população grega de Vardúnia foi reforçada por colonos de Kato Mani e do centro da Lacónia.
Na atualidade, em termos administrativos, Mani está dividida entre as unidades regionais da Lacónia (Mani Inferior e Mani Exterior) e da Messénia (Mani Exterior), na região do Peloponeso, mas na Antiguidade fazia parte integral da Lacónia, uma área dominada por Esparta. A parte messénica da península (também chamada aposkiaderi, uma expressão local que significa "à sombra") é ligeiramente mais chuvosa do que a parte lacónica (chamada prosiliaki, "ensolarada"), o que a torna mais produtiva em termos agrícolas. Os Maniotas de Mani Exterior (atualmente da Messénia) têm nomes de família que terminam em -éas, enquanto que os restantes Maniotas têm sobrenomes que terminam em -ákos; além destes há um sufixo -óggonas, que é uma corruptela de éggonos ("neto").

## História
Foram descobertos vestígios do Neolítico em muitas cavernas ao longo das costas de Mani. Homero refere-se a várias cidades da região e foram encontrados alguns artefatos do período micénico (1900–1100 a.C.) A área foi depois ocupada pelos Dóricos c. 1 200 a.C. e tornou-se dependente de Esparta. Após o poderio espartano ter sido destruído no século III a.C., Mani passou a autogovernar-se. Passou depois pelo domínio dos Romanos e Bizantinos. Quando o Império Bizantino declinou, a península escapou ao controlo imperial. A fortaleza de Maini, no sul da área, tornou-se a capital da região. Ao longo dos séculos subsequentes, o controlo da península foi disputada entre Bizantinos, Francos e Sarracenos.
Depois da Quarta Cruzada (1204), os cavaleiros italianos e franceses (a que os Gregos chamavam coletivamente "Francos") ocuparam o Peloponeso, criaram o Principado da Acaia e construíram, as fortalezas de Mistras, Passava, Gustema (Beaufort) e Grande Maina. O domínio bizantino regressou em 1262, passando Mani a integrar o Despotado da Moreia.
EM 1460, depois da Queda de Constantinopla, o despotado passou para as mãos dos Otomanos, mas Mani não foi subjugada e manteve o seu governo próprio em troca de um tributo anual, que no entanto só foi pago uma vez. Os caudilhos ou beis locais governavam em nome dos Otomanos:
| “ | O primeiro desses governantes, Liberakis Yerakaris, reinou em meados do século XVII. Aos vinte anos tinha prestado serviço como remador nas galés venezianas e tornou-se o pirata mais proeminente de Mani. Capturado pelos Turcos e condenado à morte, a pena foi suspensa pelo grão-vizir, o albanês Ahmet Köprülü na condição de aceitar a governo de Mani. Yerakaris aceitou o cargo para se vingar da poderosa família maniota dos Stephanopoli, com os quais era rival. Começou por cercá-los no forte de Vitylo e capturou 35 deles, que executou imediatamente. Nos vinte anos seguintes, Yerakaris usou o seu poder e influência junto da Sublime Porta para liderar campanhas militares à frente de exércitos formidáveis, ora ao lado dos Turcos, ora ao lado dos Venezianos. Casou com a bela princesa Anastácia, sobrinha do voivode da Valáquia, um membro da família Ducas, e acabou a sua vida, depois de aventuras comparáveis às dos anais dos condotieros italianos, com príncipe turco de Mani e senhor veneziano de Rumeli e Cavaleiro de São Marcos. Os Turcos não repetiram a experiência nos cem anos seguintes [...] Durante os 45 anos entre 1776 e 1821, quando estalou a guerra de independência da Grécia, Mani foi governada por oito beis sucessivos, dos quais todos exceto um jogaram o perigoso jogo de manutenção dos interesses de Mani e da eventual liberdade grega enquanto tentavam manter-se no lado direito dos Turcos. [Foram eles:] Zanetos Koutipharis (3 anos), Michaelbey Troupakis (3 anos), Zanetbey Kapetanakis Grigorakis (14 anos), Panayoti Koumoundouros (5 anos), Antonbey Grigorakis (7 anos), Zervobey (2 anos), Thodorbey Zanetakis (5 anos) e o Petrobey Mavronichalis (6 anos). | ” |
|   | — Patrick Leigh Fermor. Mani, Travels in the Southern Peloponnese. |   |

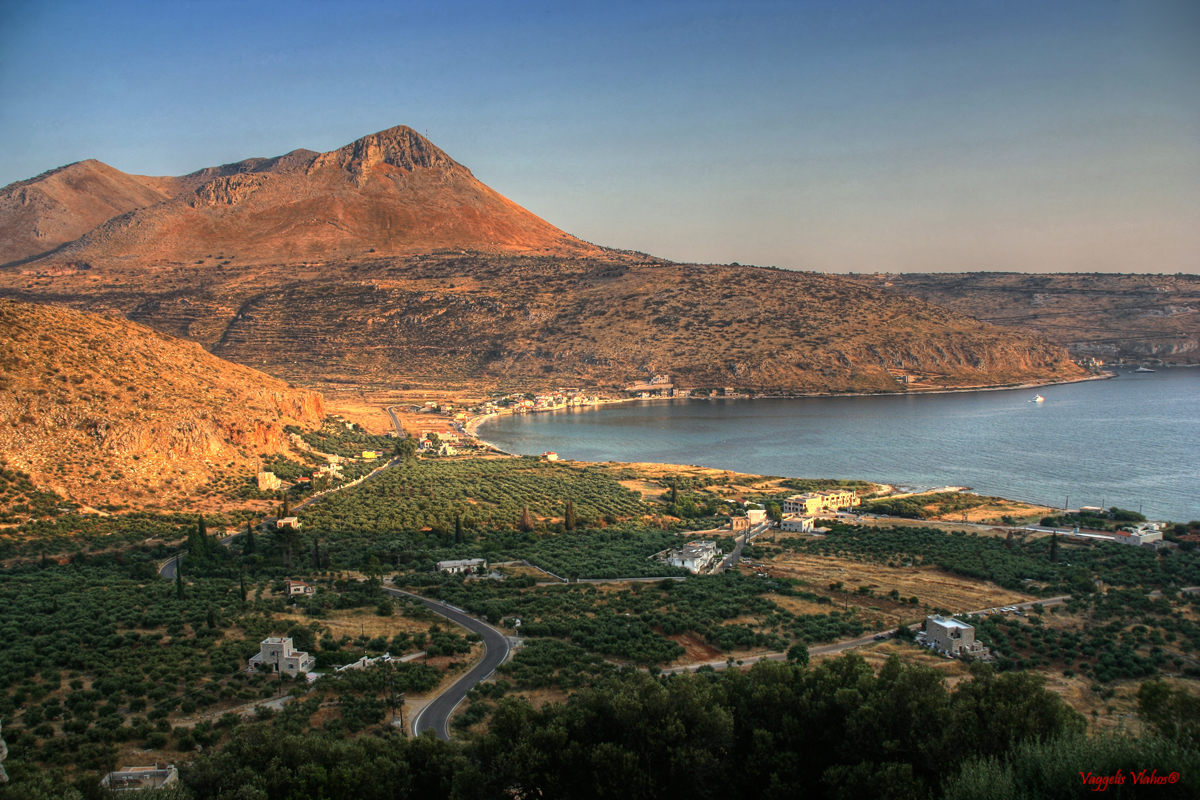
Paisagem costeira de Mani Inferior

À medida que o poder otomano decaiu, a montanhas de Mani tornaram-se um reduto dos cleftes, que além de bandidos, também combatiam os Otomanos. Há também provas de uma grande emigração de Maniotas para a Córsega durante o período otomano. Petros Mavromichalis, o último bei de Mani, foi um dos líderes da guerra de independência da Grécia. Proclamou a revolução em Areópolis a 17 de março de 1821. Os Maniotas contribuíram muito na luta independentista, mas quando a independência foi alcançada, quiseram manter a sua autonomia local. Durante o governo de Ioánnis Kapodístrias, eles resistiram violentamente à interferência exterior, indo ao ponto de matarem Kapodístrias.
Em 1878, o governo nacional reduziu a autonomia de Mani e a área foi ficando gradualmente esquecida. Os habitantes emigraram abandonando as terras, muitos deles para as maiores cidades gregas, mas também para a Europa Ocidental e Estados Unidos. Só na década de 1970, quando a construção de novas estradas possibilitou o crescimento da indústria turística, é que Mani voltou a ganhar população e prosperidade. Os Maniotas são conhecidos pelo seu caráter obstinado, natureza violenta, ideias conservadoras, por vezes extrema frugalidade e o defesa zelosa das propriedades familiares.

## Economia e cultura

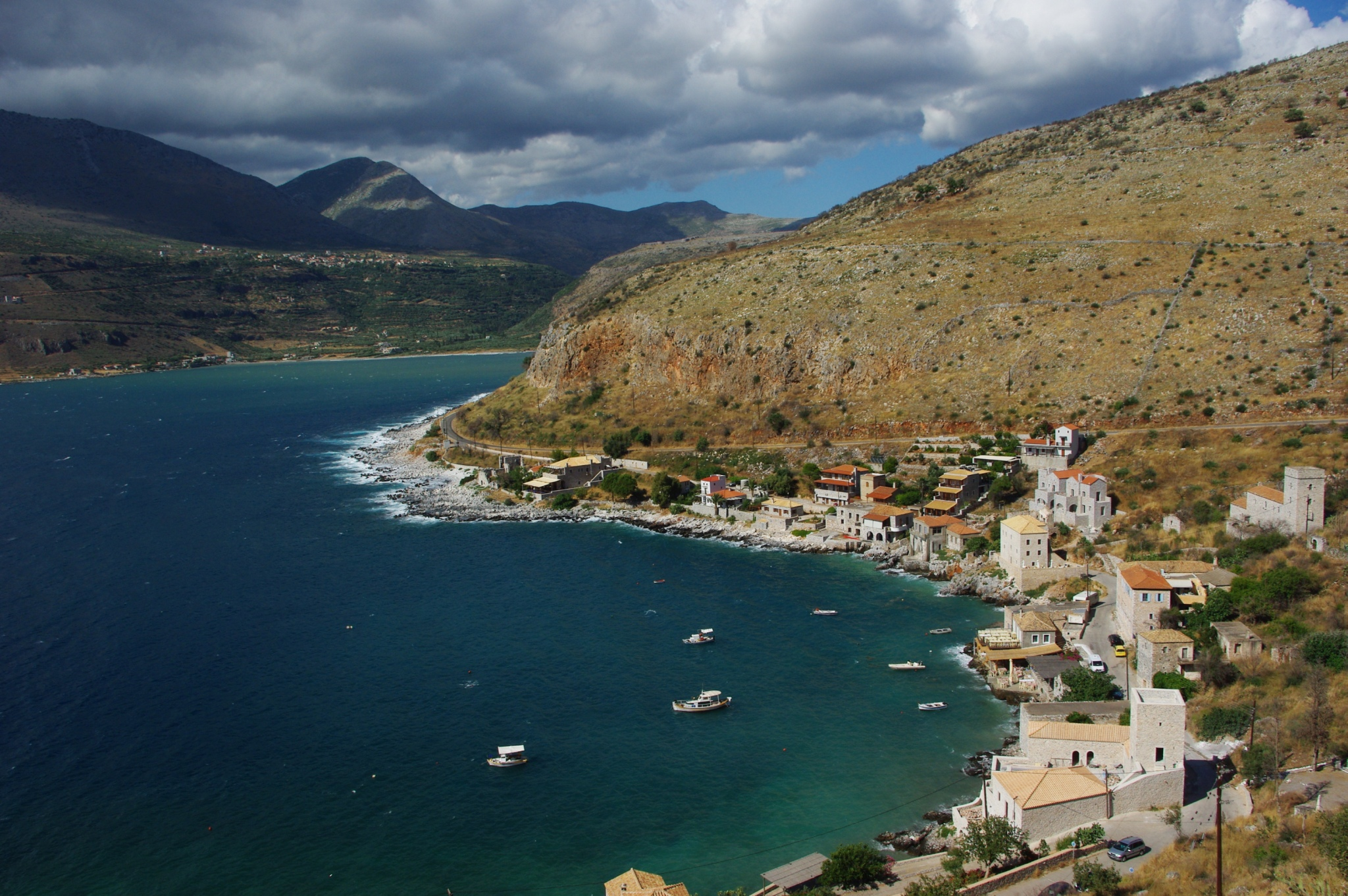
Aldeia de Limeni

Apesar da sua aridez, Mani é conhecida pelos seus produtos culinários únicos, como a glina ou syglino (carne de porco, por vezes em enchidos fumada e aromatizada com ervas aromáticas como tomilho, orégão, hortelã, etc., conservada em banha com casca de laranja). Mani é também conhecida pelo seu azeite extra-virgem, que alguns consideram o melhor do mundo, produzido com azeitonas semi-maduras da variedade Koroneiki, que são cultivadas em socalcos das montanhas. O mel é também de elevada qualidade.
Atualmente, as aldeias costeiras da região estão cheias de cafés e lojas para turistas. A península atrai visitantes pelas suas igrejas bizantinas, castelos francos, praias de areia desertas e paisagens deslumbrantes. Algumas das praias mais populares durante o verão são Calogria e as próximas do porto de Estupa, mas também há boas praias de areia e de seixos em Cardamili e Agios Nikolaos. Outras atrações turísticas são as antigas casas-torre de Mani (pyrgospita), algumas delas oferecendo alojamento, e as grutas de Diros, com estalactites e estalagmites, perto de Itilo. Por estarem parcialmente debaixo de água, estas últimas são visitadas em barcos semelhantes a gôndolas.
Gítio, Areópolis, Cardamili e Estupa enchem-se de turistas durante os meses de verão, mas no inverno a região é bastante calma. Muitos habitantes trabalham como agricultores de oliveiras, dedicando os meses de inverno à colheita da azeitonas e seu processamento. Algumas aldeias das montanhas são menos orientadas para o turismo e é usual terem muito poucos habitantes. A região é uma das mais tradicionalistas e conservadoras da Grécia, e é um reduto eleitoral do partido de conservador Nova Democracia.

## Religião

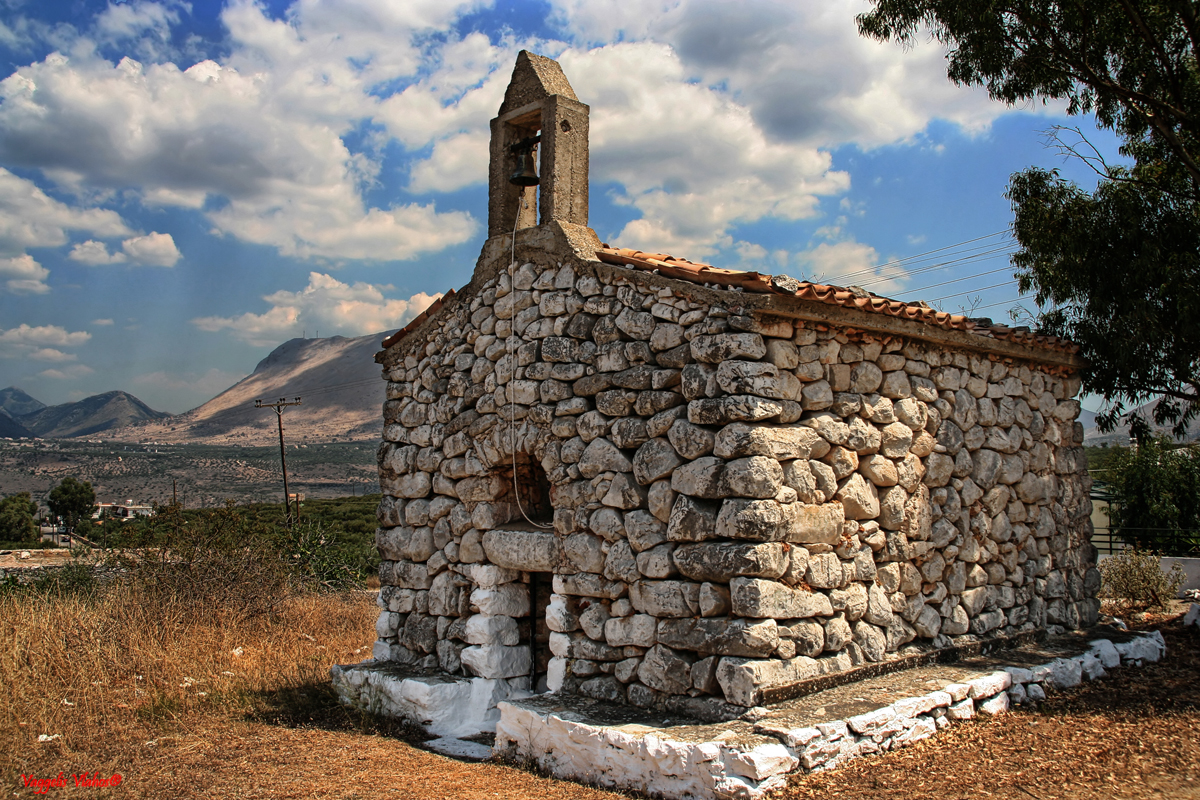
Igreja rural

A introdução do cristianismo foi tardia em Mani; os primeiros templos gregos começaram a ser convertidos em igrejas cristãs no século XI. Um monge bizantino, que se diz ser de origem arménia ou grega de Argos, nascido no Ponto, chamado Nicon, "o Metanoita" (Νίκων ὁ Μετανοείτε), foi encarregado pela Igreja para espalhar o cristianismo nas áreas que tinham mantido as suas tradições pagãs como Mani e Tsacónia.
A região do Peloponeso era uma terra cheia de demónios, contra os quais São Nicon combatia constantemente. São Nicon chegou a Mani no fim do século IX para pregar o cristianismo aos Maniotas. Embora estes começassem a converter-se no início do século X devido à pregação de São Nicon, só 200 anos, isto é, no século XII ou XIII, a antiga religião pagã grega desapareceria completamente. Depois de ser santificado pela Igreja Ortodoxa, São Nicon tornou-se o padroeiro de Mani e de Esparta.
| “ | Isolada de influências exteriores pelas suas montanhas, os Maniotas semi-trogloditas (homens das cavernas) foram os últimos a serem convertidos. Só abandonaram a sua antiga religião da Grécia no fim do século IX. É surpreendente lembrar que esta península rochosa, tão perto do Levante de onde o cristianismo brota, tenha sido batizada três séculos depois da chegada de Santo Santo Agostinho à longínqua Kent. | ” |
|   | — Patrick Leigh Fermor. Mani, Travels in the Southern Peloponnese. |   |